# イーちゃん
イーちゃん（1974年12月26日 - ）は、日本のお笑いタレントであり、お笑いコンビマリアのメンバーである。本名、鬼塚 和未（おにづか かずみ）。

## 略歴・人物
- 大阪府大阪市住之江区出身[1]。
- 身長165cm、公称スリーサイズはB83cm、W63cm、H88cm。
- 元々お笑い志望だったが、中学生の時にお笑いで売れるのは難しいということを聞いて役者に転向。しかしその後再びお笑いの道に進む[2]。
- 劇団の養成所で、後にイー☆リャンの相方となる兼重泰子と数人とで、最初『劇団スポンヂ+ナスビ美人』を結成して活動、その後横田ナツコ、中野π子、キャロルと出会い、これに鬼塚（イーちゃん）、兼重を加えた5人組コント集団『ザ★ヨウコ』を結成して活動、この第1回公演を見に来ていたケーエープロダクションの社長に鬼塚、兼重の2人が誘われ、同事務所に入り、2001年5月よりコンビ『イー☆リャン』として活動を開始、ボケ役を務めた（なお『ザ★ヨウコ』はイー☆リャンの活動と並行して、不定期で活動）[3]。イー☆リャン時代はおかっぱ風の髪型をしていたこともあった。なお「イーちゃん」という芸名は、役者時代の先輩が当時の相方の兼重と名前を合わせ、中国語で『1、2』（イー ＝ 1、リャン ＝ 両（2））と番号付けするような形で、鬼塚を『鬼重イー』、兼重を『鬼重リャン』と呼んでいたことがあったことに由来する[2]。
- イー☆リャンは2003年、2004年と2年連続でM-1グランプリ準決勝進出。翌2005年に上京し、オフィス北野に移籍。2008年12月22日・12月23日に行われた『かわら長介プロデュース公演 牛馬頭（ごめず）のゲーム』（大田区民プラザ大ホール）がイー☆リャンとしての最後の活動となり、この日をもって解散。この後は『イー☆ちゃん（イーちゃん）』の名前で、マリア結成まではピン芸人として活動。解散後もしばらくオフィス北野に残っていたが、2009年5月31日を以って退社。その後しばらくはフリーで活動。
- 2009年3月中は、松ぼっ栗（よしもとクリエイティブ・エージェンシー東京所属）の宮下沙千とのユニット「アップチェーン」で活動していたことがあった。
- 2009年4月からは、ゆみみとコンビを組んでの活動を開始。当初コンビ名はイーちゃんが小雪、ゆみみが中谷美紀のそれぞれの物真似でネタを披露するということで付けられた『中谷小雪』で、2009年4月26日の『お笑い無法地帯』（東京都杉並区・杉並区産業商工会館）において初出演。同年6月からはコンビ名を「マリア」と改めた（2009年9月頃は「ビジンズ」というコンビ名でも活動）。同年10月からは、マリアでサンミュージックプロダクション所属となった。
- 中学生時代からダウンタウンのファンであり、芸人として目標としていたという。ダウンタウンのラジオ番組をよく聴いており、その番組を録音したカセットテープを大量に保管している[2]。
- 漫画から知識を得ることが多いという[2]。
- 舌が鼻に届くほど伸び易く、『笑う妖精』（テレビ朝日）の2010年6月12日深夜の放送では、舌で鼻の穴に豆を詰めてそれをまた舌で取るという特技を披露した[4]。
- 相方のゆみみや八幡カオル、ロリィタ族。ら女性芸人数名と、杉並区にて一軒家を借りて共同生活（シェアハウス）していた。この一軒家は、後述の動画配信でスタジオ代わりにしばしば使用された。
- 映像制作を得意とする。研鑽とPRを兼ね、上記の自宅に若手芸人を集結させ「杉並区在住芸人の大喜利」を行う「杉並大喜利会」を、Ustreamにて配信していた。YouTubeでも「イーちゃんねる」と銘打ち、動画コンテンツ配信を行っているほか、2018年8月からは八幡カオルと「BBATV」を新規にスタートさせている。
- 2015年から中野区野方にて居酒屋の店長を務めている（副店長はデスペラード武井志門）[5][6]。オーナー都合により、2018年8月末で閉店予定。
- ボートレース好きとしても知られる。好きな選手は深川真二、峰竜太[7]、瓜生正義[8]など。ボートレース多摩川の予想会にも出演[9]。
- 出演者が30歳代後半～40歳代の女性芸人限定のライブ『ババア流星群』を、鈴木奈都と共に主催している（第1回は2013年3月20日。この回は姉御ぉゆりかも主催者に名を連ねていた）[10]。2016年2月12日放送の『ツギクルもん』（フジテレビ）では、この二人と八幡カオル、あぁ〜しらき、ウメ、Satomi、牧野ステテコとの7人ユニット「ババア流星群」として出演した。
- 中学3年生の時に元・広島東洋カープの黒田博樹と同級生で同じクラスだった[11]。

## 芸風
- 朴訥とした口調が多いが、時々叫びをネタ中に入れることもある。
- 『イー☆リャン』時代は、意味不明のような受け答えのネタも見られた。
- ピン芸人時代には、ロシア帽をかぶったロシア人というキャラクターで、ブリッジとしてコサックダンスを踊るというネタがあった。
- ものまねは小雪をはじめとして、「顔が似ている」人物のネタが中心で、萩原流行、プーチン、清宮幸太郎などのネタを持っている。高須克弥（高須クリニック院長）[12]からは公認ももらい、マリアのスポンサーにもなっている[12]。他に、「『スター・ウォーズ』に出て来そうなある生物」といった変わったネタもある。なお、プーチンの真似で安倍晋三の真似のビスケッティ佐竹正史、小池百合子の真似の八幡カオルと3ショットで写ったことがある[13]。
  - 2022年、プーチンのものまねはロシアのウクライナ侵攻に伴い一時封印しているが、新ネタである南原清隆の扮装で『ヒルナンデス!』に出演した。
- 小雪のものまねでネタを披露する時にはCM同様「VIERAにリンク」という台詞をブリッジによく入れている。

## 出演
イー☆リャン#出演経歴、マリア (お笑いコンビ)#出演の各節を参照。
- 世にも奇妙な物語 2012年 春の特別編（2012年4月21日、フジテレビ）- 「スウィート・メモリー」赤井佳恵 役
- カープ道（広島ホームテレビ）
  - 2017年1月1日 #46｢新春SP カープが優勝したのに声が掛からなかった芸人集合｣
  - 2017年1月7日 #47｢カープが優勝したのに声が掛からなかった芸人集合 ～後半戦～｣
  - 2017年12月29日 年末特番「祈!3連覇 カープ道､やっちゃいましたSP」＜それでもオファーがなかったカープ芸人＞
  - 2018年1月24日 ｢連覇したけど呼ばれなかった芸人大集合スピンオフ｣
  - 2019年1月9日 3連覇したけど呼ばれなかった芸人 前半戦

### 映画
- 牙狼〈GARO〉-月虹ノ旅人-（2019年） - キューちゃんを持つ女 役